# Serra International
A Serra International (röviden Serra) egy katolikus lelkiségi mozgalom, melynek célja a római katolikus egyház tanítását vallva a papi és szerzetesi hivatások, a kispapok és papok támogatása.

## Története
A mozgalmat négy katolikus férfi kezdeményezte 1934-35 telén Seattle-ben (Washington) annak érdekében, hogy segítsék a papi hivatások növekedését, a kispapokat és papokat. 1935. február 27-én alakult meg hivatalosan az első Serra Club Seattle-ben. Ugyanez év július 12-én az összejövetel alkalmával határozták meg pontosan kettős célkitűzésüket:
- a hit elmélyítését imádság és önképzés által,
- valamint a papi és szerzetesi hivatások támogatását.

A mozgalom 1938-tól már nemzetközivé vált, több országban működtek Serra-klubok. Ekkor vette fel Boldog Junipero Serra ferences pap tiszteletére a Serra nevet, teljes neve Serra International lett. Idővel gyarapodott a klubok száma. Azóta mind az 5 földrészen elterjedt a mozgalom. Amerikában, Európában éppen úgy elterjedt, mint Japánban, a Fülöp-szigeteken, Ausztráliában vagy Új-Zélandon. Két hivatalos nyelve az angol és a spanyol, az utóbbi Dél-Amerika miatt, ahol nagyon sok a Serra klub. Európába 1959-ben érkezett, az egyik központja Olaszországban van. 1991-ben Ljubljanában (Szlovénia), 1992-ben Pécsett (Magyarország), 1993-ban pedig Zágrábban (Horvátország) jött létre Serra klub, 1998-ban pedig magyar közvetítéssel Erdélyben is megalakultak a csoportok.

### Magyarországon
1991-ben kezdődött a magyar Serra mozgalom megszervezése az olasz Páduai Serra Klub közvetítésével és szponzorálásával, emiatt a magyar klubok szorosan kapcsolódnak a Serra Olasz Nemzeti Tanácshoz. Először a pécsi Székesegyházi Plébánián jelent meg a mozgalom (melynek USA-beli testvérvárosa Seattle) Mayer Mihály megyés püspök közvetítésével, az alapító okiratot a Serra International chicagói központjában írták alá 1992. szeptember 27-én. 2003 elején öt egyházmegyében alakult klub (Kalocsa-Kecskeméti, Pécsi, Szeged-Csanádi, Debrecen-Nyíregyházai, Egri), határain túl pedig a Gyulafehérvári Egyházmegyében. Az I. Magyar Nemzeti Serra Tanács 2009. január 26-i ülésén választották meg a magyarországi tartomány tisztségviselőit Budapesten, a Kassai téri Szentlélek Egyházközség közösségi házában. Az I. Nemzeti Tanács összejövetelének célja az volt, hogy megválassza három évre a magyarországi tartomány tisztségviselőit, másrészt elfogadja az új alapszabályt, valamint megbeszélje az elkövetkezendő három időben a lelkiség terjesztésének lehetőségeit. 2009. Május 23-án Jánkmajtis adott otthont a 2. Nemzeti Serra Tanács ülésének és egyben a nemzetközi Serra-találkozónak. Szoros kapcsolat fűz minden magyar klubot az erdélyi, a horvát és a szlovén terület klubjaihoz.

## A névadó
A mozgalom névadója Boldog Junipero Serra ferences misszionárius, pap. 1713. november 24-én született a spanyolországi Baleár-szigetek Mallorca nevű szigetének Petra nevű városában. 1749-67-ig Mexikóban, majd 1767-84-ig Kaliforniában tevékenykedett. Úgy tekintik, mint Kalifornia állam megalapítóját. Az államalapítók közt áll szobra a washington-i Hall of Fame-ben (Hírességek Csarnokában). Missziós telepeket alapított, amelyekből mára nagyvárosok lettek (San Diego, Santa Carlos, San Antonio, San Gabriel, San Luis Olimpo, San Francisco, San Juan Capistrana, Santa Clara, Los Angeles). Az amerikai földrészen, ahol működött, neve közismert. 1784. augusztus 24-én halt meg Baia di Monterreyben. 1988. szeptember 25-én avatta boldoggá II. János Pál pápa. Liturgikus ünnepe július 1-jén van.

## Szervezete
Egy klub egyházi vezetője, segítője, összefogója a Serra-káplán, megbízatását a megyés püspöktől kapja. Van ahol a püspök Serra-káplán is. A lelki vezetést biztosítja, imára hív papi és szerzetesi hivatásokért. Egy klub tényleges, operatív vezetője a két évre választott civil elnök, vagyis a Serra lelkiség civil szerveződés. Az elnök az elődjével és az alelnökként tevékenykedő utódjával együtt végzi a munkát. Minden részfeladatnak vannak megválasztott felelősei, vezetői. A Serra nemzetközi vezetése Chicagóban (California, USA), európai központja Olaszországban van.
A Serra International szervezete területi felépítésű. A földrajzi terület (helység, országrész, ország stb.) adja az egység nevét (pl. Serra Klub Szeged). Egy-egy egyházmegyében az elinduláshoz kell a területileg illetékes megyés püspök engedélye, minimum 25 tag, és egy olyan pap munkája, aki Serra-káplánként összefogja az imádkozó embereket. Egy-egy új klub hosszabb idejű (kb. 1 év) aktív működés után kérheti felvételét a Serra Internationalba. Ha egy egyházmegyében a helyi plébánia, város klubjainak száma eléri a hármat, akkor egyházmegyébe szerveződve képezik a régiót (pl. Debrecen-Nyíregyházai Régió), és ők alkotják a továbbiakban a magyar körzetet. Tehát Magyarország összes klubja alkotja a Magyar Serra körzetet.
Egy Serra Klubhoz a katolikus egyház bármely laikus tagja csatlakozhat, aki hajlandó a klub célkitűzései érdekében tevékenykedni. Tehát a mozgalom tagjai világiak, akik plébániák keretében tevékenykednek klubokként. A felszenteltek közül legfeljebb diakónus lehet tag. A Serra-káplán nem tag, de tanácsadó hitbeli és lelki kérdésekben.

## Tevékenysége
A Serra célkitűzése kettős:
- A papi és szerzetesi hivatásokra való küldetés elősegítése, és támogatása. Nemcsak a keletkező hivatásokra, hanem a hivatást elfogadottakra is vonatkozik a támogatás, a segítség. Ezt háromféleképpen valósítják meg:
  - Imával: a tagok minden nap imádkoznak papi és szerzetesi hivatásokért, azok elmélyítéséért, személy szerint a szemináriumok növendékeiért, papjaikért, az egyházmegyéjükben élő szerzetesekért. Minden nap elmondják az ún. Serra imát, ami tömören összefoglalja a lelkiségi mozgalom lényegét, törekvését: „Istenünk, a bűnösök halálát nem kívánod, hanem új életre való megtérésre visszavárod, Égi Anyánknak, Szűz Máriának és jegyesének, Szent Józsefnek, boldog Juniperro Serra atyának, s minden szentnek közbenjárására add, hogy növekedjék egyre Krisztus munkatársainak száma. Legyenek, kik sokat tesznek egyházadért, s készek feláldozni önmagukat a lelkekért, amíg élnek. A mi Urunk, Jézus Krisztus által.” Nem toborzás a céljuk, hanem azért imádkoznak, hogy olyan lelkület alakuljon ki, hogy a hivatást el tudják fogadni azok, akik hívást éreznek, és a meglévő hivatások pedig elmélyüljenek.
  - Nagyrabecsüléssel: a nagyrabecsülés a hivatásra készülők és a felszenteltek melletti kiállást, gyakorlati szolgálatát és segítségét jelenti. Tevékenykednek a papi és szerzetesi hivatások ébresztése, gondozása, a hivatások nagyobb tekintélye, és megbecsülése érdekében. Segítik a felszenteltek munkáját (pl. plébániai munkavállalással stb.).
  - Anyagi eszközökkel: az anyagi támogatás elsősorban a kispapok segítését jelenti.
- A hit és a hitismeret, a klubtagok közötti barátság elmélyítése, a tagok buzdítása, hogy elmélyült tanulmányok révén teljesítsék be személyes elhivatottságukat a szolgálatban, és a katolicizmus terjesztése. Ezt egyéni (személyes, mindennapi) és közösségi úton valósítják meg:
  - A hit elmélyítéséhez az imádságot tartják a leghatékonyabb eszköznek. Ez az egyéni út.
  - A közösségi út az éves program szerinti rendszeres klubélet. Havonta megszervezett összejöveteleken – az elkerülhetetlen szervezési kérdések mellett – fő hangsúlyt kap az ismeretterjesztés, meghívott előadók tesznek tanúságot hit- és erkölcsbeli kérdésekről. Mindezt egy munkaévre (szeptembertől júniusig) kidolgozott, előre megszerkesztett program nyomán végzik. A program összeállítása az egyes klubok feladata, adottságaiknak, igényeiknek megfelelően. A közösségi út kiemelkedő pontja a havi közös szentmise.

Az egyes klubok önállóak. Klubéletükhöz adottságaiknak megfelelő, a társasági évre szóló programot készítenek. E programokban helyet kap a társklubokkal való találkozás, közös búcsújárások,
keresztúti ájtatosság, szentségimádás, közös kirándulás stb. is. A hivatások támogatási formáját is a klubok maguk alakítják ki, de általában imádkozásban, a hivatások nagyrabecsülésében és anyagiakban ölt testet. A pécsi klub szervezésében (Serra Klub Pécs) például havonta rendszeresen vannak előadások, tájékoztatók, lelki programok, havonta egyszer ún. Serra-mise. Felvették a kapcsolatot a Pécsi Püspöki Hittudományi Főiskola kispapjaival, találkozót szerveznek évente kispapok, és „idős papok” között. Háttérimádságként, saját egyházmegyéjük kispapjaiért és a helyi pálos kispapokért is név szerint imádkoznak. Van, ahol az imádság mellett személyes kapcsolat is kialakul. Évente egy-négy alkalommal találkoznak olasz, kelet-európai és magyar klubokkal. Tudtak pl. kispapokat Olaszországba nyelvtanulásra küldeni. Abban segítenek, amire szükség van.
A Serra magyar körzete az egyes klubok tevékenységén túlmenően az egész országra kiterjedő tevékenységet is folytat:
- Irodalmi pályázatok kiírása, melyek a hivatásokkal, azok ébresztésével kapcsolatosak, ill. segítenek a keresztény értékeknek a társadalomban való széles körű terjesztésében.
- Pályázatok kiírása a papnövendékek tanulmányi- és életkörülményeinek javítása érdekében. Anyagi juttatásban részesítheti őket és családjaikat, segítheti a tanulmányaik folytatásához szükséges eszközök beszerezésében.
- Országos kiadványokat tesz közzé, mint pl. a félévenként megjelenő Serra Harang c. lap, vagy a Serra évfordulós, alkalmi ismertetői.
- Segítheti a papnevelő intézeteket és az idős papokat
- Háromévenként országos Serra találkozót szervez.

Ezeket és az ehhez hasonló tevékenységeket a klubok tagjai által befizetett tagdíjak (kb. 1 kg kenyér ára havonként) egy részéből, ill. a "Katolikus Papi Hivatásokért Alapítvány" részére befizetett adományokból finanszírozzák. Az Alapítvány közhasznú.